# 瓦尔特·哈尔斯坦

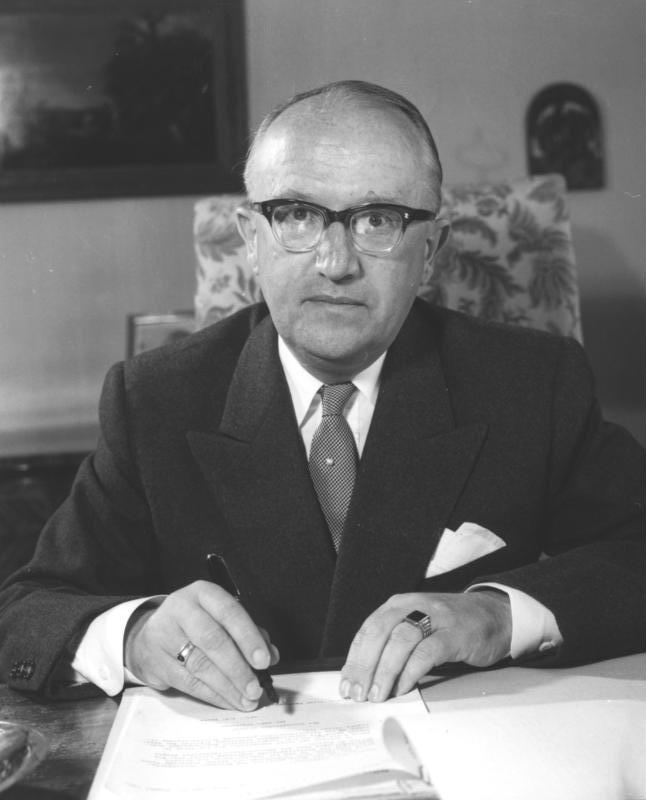

瓦尔特·哈尔斯坦（德語：Walter Hallstein，1901年—1982年3月29日）是德国学者及政治人物。欧洲经济共同体委员会第1任主席。西德曾经针对东德及东方阵营的外交政策哈尔斯坦主义由其提出并命名。

## 生平
1901年，哈尔斯坦出生于德意志帝国美因茨。29岁，成为德国最年轻的法学教授。二战中，入伍并在在法国服役。1944年，在诺曼底被美军俘获，被囚禁在美国战俘营。战后，哈尔斯坦返回德国。

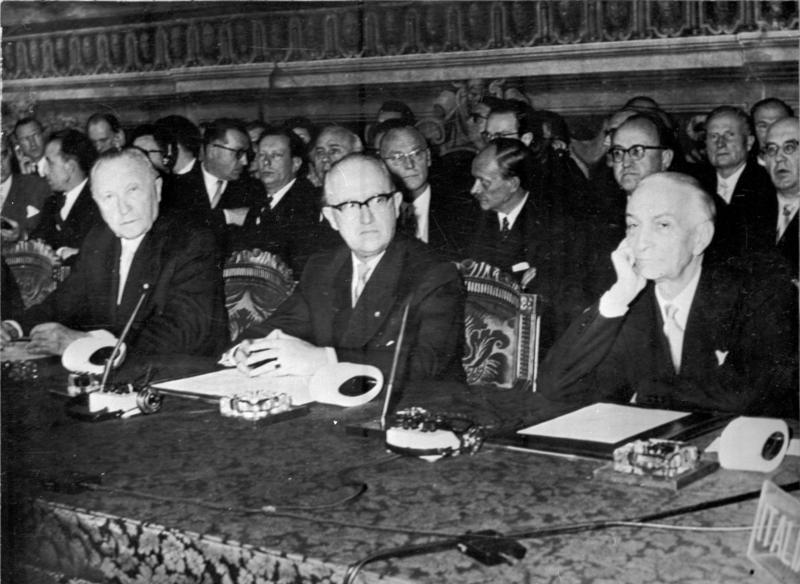
攝於1957年4月1日，時任西德總理康拉德·阿丹拿、德國學者瓦尔特·哈尔斯坦和時任意大利總理安东尼奥·塞尼，在意大利羅馬簽署歐盟關稅同盟及歐洲原子能共同體相關文件。